# Liste des maires de Bourg-de-Péage
Cet article dresse une liste par ordre de mandat des maires de Bourg-de-Péage.

## Liste des maires
| Période                                                                      | Période                   | Identité                       | Étiquette               | Qualité |
| ---------------------------------------------------------------------------- | ------------------------- | ------------------------------ | ----------------------- | --- |
| Les données manquantes sont à compléter. : avant la Révolution               |                           |                                |                         | |
| 1693                                                                         | ?                         | mr. Ruel                       |                         | |
| 1694                                                                         | ?                         | mr. Vial mr. Ferlin            |                         | |
| 1736                                                                         | ?                         | mr. d'Espic                    |                         | |
| 1738                                                                         | ?                         | mr. Janet                      |                         | comme secrétaire greffier ancien mitriennal de Fière conseiller échevin de Pastel                                      |
| 1750                                                                         | ?                         | mr. Pastel                     |                         | |
| 1789                                                                         | ?                         | mr. Dubouchet mr. Vial l'Aîné  |                         | |
| Les données manquantes sont à compléter. : de la Révolution au Second Empire |                           |                                |                         | |
| 1790                                                                         | ?                         | Antoine Lacour                 |                         | notaire lieutenant de châtellenie                                                                                      |
| 1791                                                                         | ?                         | mr. Roux                       |                         | |
| 1793                                                                         | 1797                      | Antoine Dubouchet              |                         | |
| 1797 (an VI)                                                                 | 1801 (an X)               | Marc Antoine Revol             |                         | |
| 1801                                                                         | 1809                      | François Brunat                |                         | |
| 1809                                                                         | 1810                      | Reymond Lambert                |                         | |
| 1810                                                                         | 1815                      | Antoine André Dubouchet        |                         | médecin |
| 1815 (30 avr.) (nommé)                                                       | ?                         | Joseph Charles Ferlin          |                         | |
| 1815                                                                         | 1823                      | Augustin Sylvestre             |                         | négociant |
| 1823 (nommé)                                                                 | ?                         | Joseph Charles Ferlin          |                         | |
| 1823                                                                         | 1830                      | Xavier Antoine Benjamin Fière  |                         | |
| 1830 (nommé)                                                                 | ?                         | Joseph Charles Ferlin          |                         | |
| 1830                                                                         | 1835                      | Claude Pierre Louis Antelme    |                         | membre de la Légion d'Honneur réélu au conseil d'arrondissement en 1836                                                |
| 1835 (5 févr.) (nommé)                                                       | 1837                      | Georges Bernard Lacour         |                         | notaire conseiller général                                                                                             |
| 1837 (11 sept.) (nommé)                                                      | 1840                      | Georges Bernard Lacour         |                         | maire sortant |
| 1840 (19 déc.) (nommé)                                                       | 1846                      | Georges Bernard Lacour         |                         | maire sortant conseiller général (1842-1848)                                                                           |
| 1846                                                                         | 1848                      | ?                              |                         | |
| 1848                                                                         | ?                         | Reymond Lambert                |                         | filateur conseiller général (1848)                                                                                     |
| 1848                                                                         | 1852                      | Claude Pierre Louis Antelme    |                         | |
| 1852 (29 avr.) (nommé)                                                       | 1855                      | François Ulysse Brunat         |                         | filateur |
| 1855 (6 juill.) (nommé)                                                      | 1857                      | François Ulysse Brunat         |                         | maire sortant |
| 1857 (7 juin) (nommé)                                                        | 1860                      | Étienne André Dubouchet        |                         | banquier |
| 1860 (14 juill.) (nommé)                                                     | 1865                      | Étienne André Dubouchet        |                         | maire sortant |
| 1865 (18 juill.) (nommé)                                                     | 1870                      | Étienne André Dubouchet        |                         | maire sortant |
| 1870 (7 oct.)                                                                | 1871 (démission)          | Étienne Joseph Charbonnel      |                         | juriste conseiller général                                                                                             |
| Les données manquantes sont à compléter. : depuis la fin du Second Empire    |                           |                                |                         | |
| 1871                                                                         | 1874 (17 janv.) (révoqué) | Pierre Philippe Antoine Tabary |                         | médecin conseiller général (1885)                                                                                      |
| 1874                                                                         | 1876                      | Louis Bernard                  |                         | négociant |
| 1876 (élection ?)                                                            | 1878                      | Étienne Joseph Charbonnel      |                         | conseiller général de Bourg-de-Péage                                                                                   |
| 1878                                                                         | 1880                      | Étienne Joseph Charbonnel      |                         | maire sortant |
| 1880 (2 sept.) (nommé)                                                       | 1881                      | Charles Mossant                |                         | chapelier conseiller général                                                                                           |
| 1881 (30 janv.) (élu)                                                        | 1882                      | Charles Mossant                |                         | maire sortant |
| 1882 (30 avr.) (élu)                                                         | 1884                      | Charles Mossant                |                         | maire sortant |
| 1884                                                                         | 1885                      | Charles Mossant                |                         | maire sortant |
| 1885 (élection ?)                                                            | 1887                      | Firmin Seyvet                  |                         | |
| 1887 (21 nov.) (élection ?)                                                  | 1888                      | Victor Pansu                   |                         | ancien boucher (Romans) propriétaire                                                                                   |
| 1888                                                                         | 1890                      | Victor Pansu                   |                         | maire sortant |
| 1890 (élection ?)                                                            | 1891                      | ?                              |                         | |
| 1891 (28 nov.) (élection ?)                                                  | 1892                      | Joseph Durand                  |                         | chapelier |
| 1892                                                                         | 1896                      | Paul Gage                      |                         | chapelier |
| 1896                                                                         | 1900                      | Louis Pirraud                  |                         | négociant conseiller général                                                                                           |
| 1900                                                                         | 1904                      | Louis Pirraud                  |                         | maire sortant |
| 1904                                                                         | 1908                      | Louis Pirraud                  |                         | maire sortant |
| 1908                                                                         | 1912                      | Louis Pirraud                  |                         | maire sortant |
| 1912                                                                         | 1919                      | Louis Pirraud                  |                         | maire sortant |
| 1919                                                                         | 1925                      | Charles Ducros                 |                         | industriel |
| 1925                                                                         | 1929                      | Charles Ducros                 |                         | maire sortant |
| 1929                                                                         | 1935                      | François Eynard                |                         | médecin conseiller général sénateur chevalier de la Légion d'honneur                                                   |
| 1935                                                                         | 1944                      | François Eynard                |                         | maire sortant |
| 1944 (11 oct.) (nommé administrateur)                                        | 1945                      | Charles Marius Combe           | SFIO                    | négociant en vin conseiller général de Bourg-de-Péage                                                                  |
| 1945 (élu)                                                                   | 1947 (févr.) (démission)  | Charles Marius Combe           |                         | administrateur sortant                                                                                                 |
| 1947                                                                         | 1949 (avr.) (démission)   | Charles Marius Combe           |                         | maire sortant |
| 1949 (élection ?)                                                            | 1953                      | Henri Mazade                   | Républicain indépendant | pharmacien |
| 1953                                                                         | 1995                      | Henri Durand                   | DVD                     | Conseiller général de Bourg-de-Péage (1949-1998) Député (1959-1962) Conseiller régional (1986-1998)                    |
| 1995                                                                         | 2004                      | Didier Guillaume               | PS                      | Agent du Trésor public Conseiller général de Bourg-de-Péage Conseiller régional de Rhône-Alpes Sénateur Démissionnaire |
| 2004 (élection ?)                                                            | 2008                      | Jean-Félix Pupel               | DVG                     | Avocat chevalier de la Légion d'honneur,                                                                               |
| 2008                                                                         | En cours                  | Nathalie Nieson                | PS puis DVG             | Comptable Vice-Présidente de la CA Valence Romans Agglo) Conseillère régionale de Rhône-Alpes Députée (2012-2017)      |